# Chiesa di San Giovanni (North Wraxall)
La chiesa di San Giovanni (in inglese Church of St John) è stata un luogo di culto anglicano che si trova a Ford, villaggio nella parrocchia civile del North Wraxall nel Sud Ovest dell'Inghilterra, Regno Unito. L'edificio risale al XIX secolo, rientrava nella diocesi di Bristol ed è considerato, col suo cancello, un monumento classificato di seconda categoria per il suo particolare interesse storico e architettonico.

## Storia

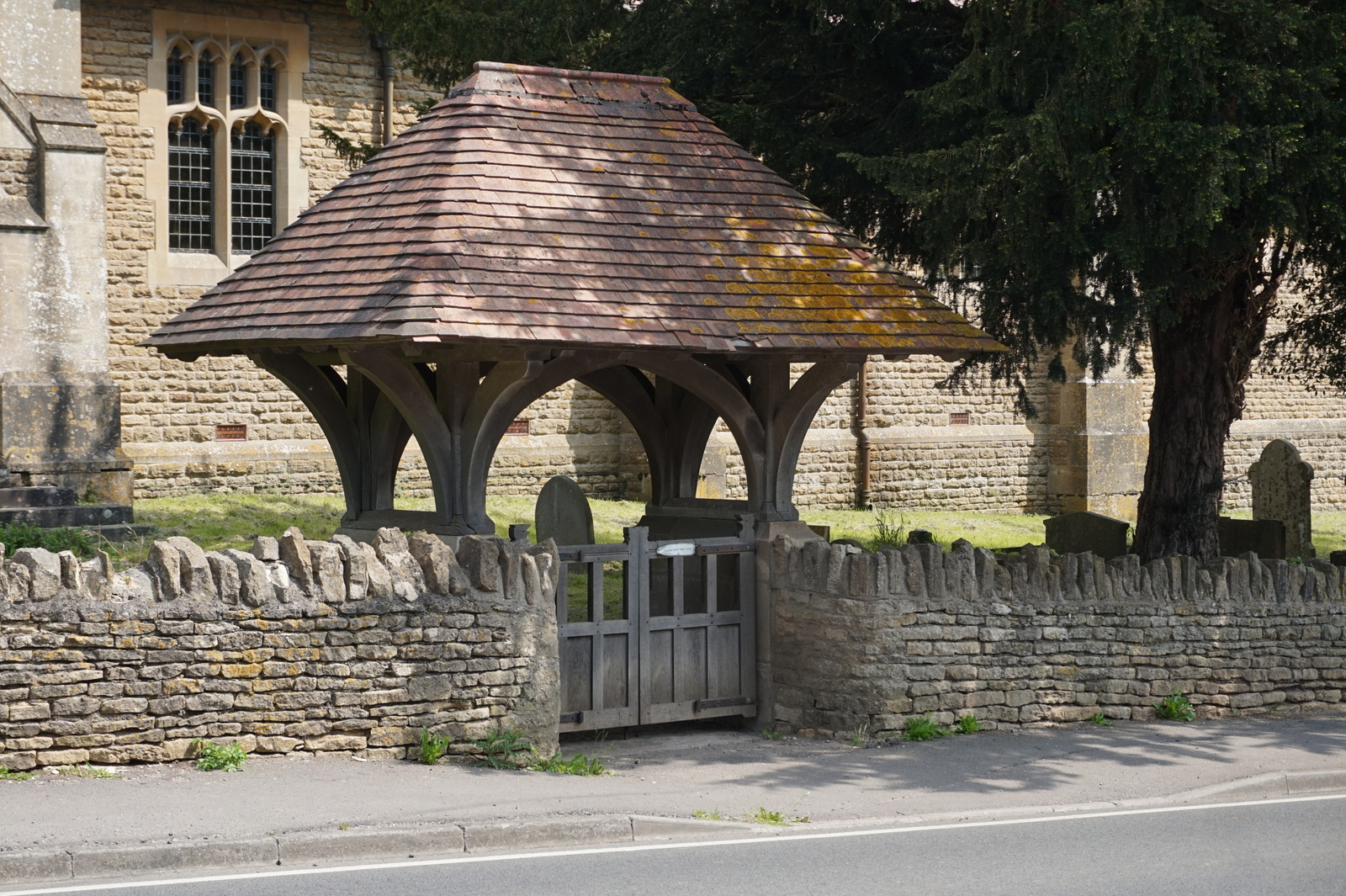
Cancello di accesso

Nel 1895 Lord Methuen donò un terzo di acro al centro di Ford, sulla strada principale da Chippenham a Bristol, per la costruzione della chiesa. La canonica fu posizionata a breve distanza. Posta al centro della frazione era facilmente accessibile ai fedeli. Nonostante sia stata costruita nel 1896, la chiesa rimase un luogo di culto solo per poco più di 100 anni, prima di essere trasformata in una casa per uso residenziale nel 2001.

## Descrizione
L'English Heritage ha inserito dal 9 dicembre 1985 la ex chiesa di San Giovanni a Ford, frazione di North Wraxall, tra gli edifici storici come monumento classificato di seconda categoria col numero 1300559. Anche il cancello di accesso è considerato un monumento classificato col numero 1022988.

### Esterni
La ex chiesa anglicana di San Giovanni si trova nell'abitato del villaggio di Ford, a est di North Wraxall nel Sud Ovest dell'Inghilterra, Regno Unito. L'edificio, che non svolge più funzioni di culto, conserva l'aspetto esterno di quando è stato costruito in stile gotico inglese. La struttura è in pietra calcarea e la copertura del tetto è in tegole rosse. Due contrafforti si trovano sulle facciate laterali e il portico di accesso e posto a est. Si conserva una statua raffigurante San Giovanni Evangelista che è posta in una nicchia sul muro sud.

### Interni
Essendo divenuta abitazione privata l'interno della chiesa non è visitabile. La navata poteva ospitare 170 persone ed era pavimentata con blocchi di legno, il presbiterio era con mattoni rossi. Tutti i lavori in legno interni furono dipinti di verde oliva con parti del paravento e del soffitto del presbiterio dorati.